# Nkosazana Dlamini-Zuma
Pour les articles homonymes, voir Dlamini.
Nkosazana Dlamini-Zuma, née le 27 janvier 1949 dans la province du Natal, est une femme politique sud-africaine, membre du Congrès national africain (ANC) et membre du parlement (1994-2012 et depuis 2017).
Ancienne épouse de Jacob Zuma, vice-président d'Afrique du Sud de 1999 à 2005, puis président du pays à partir de 2009, elle est successivement ministre de la Santé (1994 à 1999), ministre des Affaires étrangères (1999 à 2009) et ministre des Affaires intérieures du 11 mai 2009 au 2 octobre 2012.
Elle est présidente de la Commission de l'Union africaine du 15 octobre 2012 au 30 janvier 2017.
Après avoir été membre du premier gouvernement Ramaphosa en tant que Ministre de la Présidence, chargée de la Planification, du Suivi et de l'Évaluation, elle est devenue, au sein du deuxième gouvernement Ramaphosa, ministre de la gouvernance coopérative et des affaires traditionnelles le 30 mai 2019 puis Ministre de la Présidence pour les Femmes, la Jeunesse et les Personnes en situation de handicap le 6 mars 2023. 

## Biographie

### Origines et études
Nkosazana Dlamini est née dans une famille zoulou dans la province du Natal. Elle est l'aînée de huit enfants.
Elle effectue sa scolarité au collège d'Amanzimtoti, située sur la côte du Natal. En 1971, elle commence des études de botaniste et de zoologie à l'université du Zoulouland. Diplômée en science, elle continue des études médicales à l'université du Natal.

### Carrière politique

#### Clandestinité
Durant ses années d'études, Nkosazana Dlamini mène une activité politique souterraine au sein du Congrès national africain, interdit par le gouvernement blanc afrikaner au pouvoir.
En 1976, elle est élue vice-présidente de l'Organisation des étudiants sud-africains. C'est cette même année qu'elle est contrainte de s'exiler et de rejoindre la Grande-Bretagne pour terminer ses études médicales à l'université de Bristol en 1978.
Désormais docteur en médecine, elle revient en Afrique, au Swaziland pour travailler à l'hôpital de Mbabane où elle rencontre Jacob Zuma, son futur mari.
En 1985, elle complète ses études à l'université de Liverpool par un diplôme spécialisé dans les maladies tropicales infantiles.
Elle prend ensuite un poste à la direction de la santé de l'ANC avant de devenir la directrice d'une organisation britannique non gouvernementale consacrée aux problèmes de santé des réfugiés.

#### Ministre
En 1992, Nkosazana Dlamini-Zuma participe aux négociations constitutionnelles entre l'ANC et le gouvernement sud-africain de Frederik de Klerk.
En 1994, elle devient le premier ministre noir de la Santé d'Afrique du Sud dans le gouvernement de Nelson Mandela. Une de ses priorités est alors la lutte contre le tabagisme. Elle fait ainsi interdire de fumer dans tous les lieux publics en 1999.
En 1995, Nkosazana Dlamini-Zuma est faite docteur honoraire de l'université du Natal et de l'université de Bristol en 1996.
En juin 1999, à la suite des élections générales, le nouveau président, Thabo Mbeki, la nomme ministre des Affaires étrangères.
En décembre 2007, proche de Mbeki qui en ferait bien son successeur à la présidence du pays, elle est candidate pour être l'un des cinq membres du conseil exécutif de l'ANC lors du congrès du parti à Polokwane. Elle est battue par un proche de Jacob Zuma alors que ce dernier est élu président de l'ANC avec 60 % des voix contre 40 % à Thabo Mbeki.
Le 16 juillet 2012, elle est nommée à la tête de la Commission de l'Union africaine.
Elle est candidate à la présidence de l'ANC en 2017, opposée à Cyril Ramaphosa, 65 ans, vice-président du pays. Radicale et panafricaine, elle s'oppose à la vision capitaliste et pragmatique de son adversaire. Cette élection est décisive pour savoir qui succédera à son ex mari Jacob Zuma à la tête du pays. Dans l'optique d'une éventuelle réintégration dans le gouvernement pour se présenter ensuite en position de force à la présidence de l'ANC, elle redevient membre du parlement le 21 septembre 2017, à la suite de la démission d'une députée de l’ANC. Mais le 18 décembre 2017, elle ne recueille que 2261 suffrages à la 54e conférence nationale de l'ANC, et c'est Cyril Ramaphosa qui est élu président de ce parti, avec 2440 voix.
En septembre 2022, Nkosazana Dlamini-Zuma confirme à nouveau son intérêt pour la présidence de l'ANC.

## Vie privée
Nkosazana Dlamini-Zuma est divorcée de Jacob Zuma. Celui-ci fut le vice-président d'Afrique du Sud de 1999 à 2005 et président de la République du le 9 mai 2009 au 14 février 2018.